# Shy Boy (minialbum)
Shy Boy – pierwszy japoński minialbum południowokoreańskiej grupy Secret, wydany 16 listopada 2011 roku w Japonii. Osiągnął 9 pozycję na liście Oricon i pozostał na liście przez 8 tygodni, sprzedał się w nakładzie 11 119 egzemplarzy.

## Lista utworów

### Edycja regularna
| CD                        |                                                                                            |      |
| Nr                        | Tytuł                                                                                      | Czas |
| 1.                        | "Shy Boy"                                                                                  | 3:39 |
| 2.                        | "CHRISTMAS MAGIC" (Starlight Moonlight)                                                    | 3:59 |
| 3.                        | "Together"                                                                                 | 3:43 |
| 4.                        | "Warawanai de" (jap. 笑わないで)                                                           | 3:45 |
| 5.                        | "Movie Star"                                                                               | 3:19 |
| 6.                        | "La La La"                                                                                 | 3:50 |
| DVD (edycja limitowana A) |                                                                                            |      |
| Nr                        | Tytuł                                                                                      | Czas |
| 1.                        | "Shy Boy" (Music Video)                                                                    |      |
| 2.                        | "Shy Boy" (Dance Music Video)                                                              |      |
| 3.                        | "Shy Boy" (Music Video – Behind The Scenes Footage)                                        |      |
| DVD (edycja limitowana B) |                                                                                            |      |
| Nr                        | Tytuł                                                                                      | Czas |
| 1.                        | "Magic" (Live at Secret's first Japanese showcase)                                         |      |
| 2.                        | "La La La" (Live at Secret's first Japanese showcase)                                      |      |
| 3.                        | "My Boy" (Live at Secret's first Japanese showcase)                                        |      |
| 4.                        | "Empty with you" (jap. チャリピウム Charipiumu) (Live at Secret's first Japanese showcase) |      |
| 5.                        | "Madonna" (Live at Secret's first Japanese showcase)                                       |      |

## Notowania
| Lista                       | Pozycja |
| --------------------------- | ------- |
| Oricon Daily Albums Chart   | 5       |
| Oricon Weekly Albums Chart  | 9       |
| Oricon Monthly Albums Chart | 50      |